# Nasavrky (zámek)
Zámek Nasavrky se nachází v okrese Chrudim v centru města Nasavrky (asi 13 km jižně od Chrudimi). Pozdně renesanční zámek z doby kolem roku 1600 je od roku 1964 kulturní památkou.

## Historie
Nasavrky původně patřily k panství ovládanému majiteli hradu Strádov. Na místě gotické tvrze, zmiňované roku 1545, byl kolem roku 1600 vybudován renesanční zámek, dvoupatrová budova se dvěma polygonálními nárožními věžemi a se sdruženými okny, zdobená psaníčkovými sgrafity. Nasavrcké panství patřilo v té době Václavu Zárubovi z Hustířan († 1610). Jeho synu Ctiborovi byly Nasavrky zkonfiskovány a roku 1623 je koupil císařský plukovník František de Courier. Dědictvím přešly nejprve do majetku Schönfeldů a sňatkem je získal Jan Adam z Auerspergu (1721–1795), který sem někdy po roce 1757 přeložil správu panství. Za Auerspergů, kteří ho využívali i jako letní sídlo, byla k zámku přistavěna menší patrová budova. Roku 1840 byl ještě zámek upraven snížením druhého patra.
Po roce 1850, kdy došlo ke zrušení patrimoniální správy, byl zámek pronajímán státu pro okresní soud (přístavba zámku sloužila i jako vězení) a pro berní úřad; byly tu i byty úředníků. V roce 1931 tu byl zřízen charitní Domov svaté Kláry a roku 1939 koupila zámecký objekt Lidová záložna, která si tu zřídila kancelář a prodejnu spotřebního zboží. Tělocvičný spolek Orel měl v horní chodbě tělocvičnu. Postupně tu pak byla knihovna, prodejna zeleniny, sběrna mléka a výrobna prádla.
Roku 1987 se do zámku přestěhovala Krajská správa Chráněné krajinné oblasti Železné hory. Zámek začal být postupně opravován. Po roce 1990 přešel do majetku města Nasavrky a celková rekonstrukce (zahrnující i odstranění novodobějších přístaveb) byla završena v roce 1999 restaurováním sgrafita, vstupního portálu a ostění oken.
Prostory zámku slouží kulturním účelům: konají se v něm výstavy, hudební večery, svatby a další společenské akce. V přízemí je informační centrum, v prvním patře je trvalá expozice „Po stopách Keltů“.

## Popis
Zámek stojí na severním konci nasavrckého náměstí, k němuž směřuje hlavní západní průčelí. Je umístěn na hraně terénní terasy, na jeho východní a severní straně je klesající svah se zahradou. Objekt je dvoupatrový s nepravidelným půdorysem připomínajícím písmeno T. Dochované původní jádro stavby má rozměry 24 x 12,5 m, obvodové zdivo má tloušťku až 150 cm. Na obou východních nárožích hlavního křídla jsou šestiboké věžičky, mezi nimi vybíhá ke svahu krátké východní křídlo přistavěné po roce 1610, se dvěma místnostmi v každém patře. Budova je zastřešena sedlovou valbovou střechou.
Vstupní portál zámku je obdélný, bosovaný, zdobený nahoře ornamentálním vlysem, v jehož středu je maska připomínající divého muže. V klenutém přízemí je vstupní hala s ornamentem hřebínků. Fasáda je zdobená psaníčkovými sgrafity.

## Další zajímavosti
- Asi 100 m severně od zámku je přírodní památka zvaná Kaštanka, unikátní sad kaštanovníků setých (Castanea sativa), plodících jedlé kaštany. Sad založil Jan Adam Auersperg roku 1776.
- Naproti hlavnímu průčelí je původně gotický kostel svatého Jiljí z konce 13. století, v roce 1740 po požáru zbarokizovaný.[3]
- Pod zámkem jsou nepřístupná, zasypaná sklepení. Podle pověsti z nich vede podzemní chodba ke zřícenině hradu Strádov ve Slavické oboře u Slatiňan. Oboru rovněž založil Jan Adam Auersperg.[4]
- V bývalé úřednické budově panství naproti zámku sídlí Městský úřad Nasavrky.[5]

## Galerie

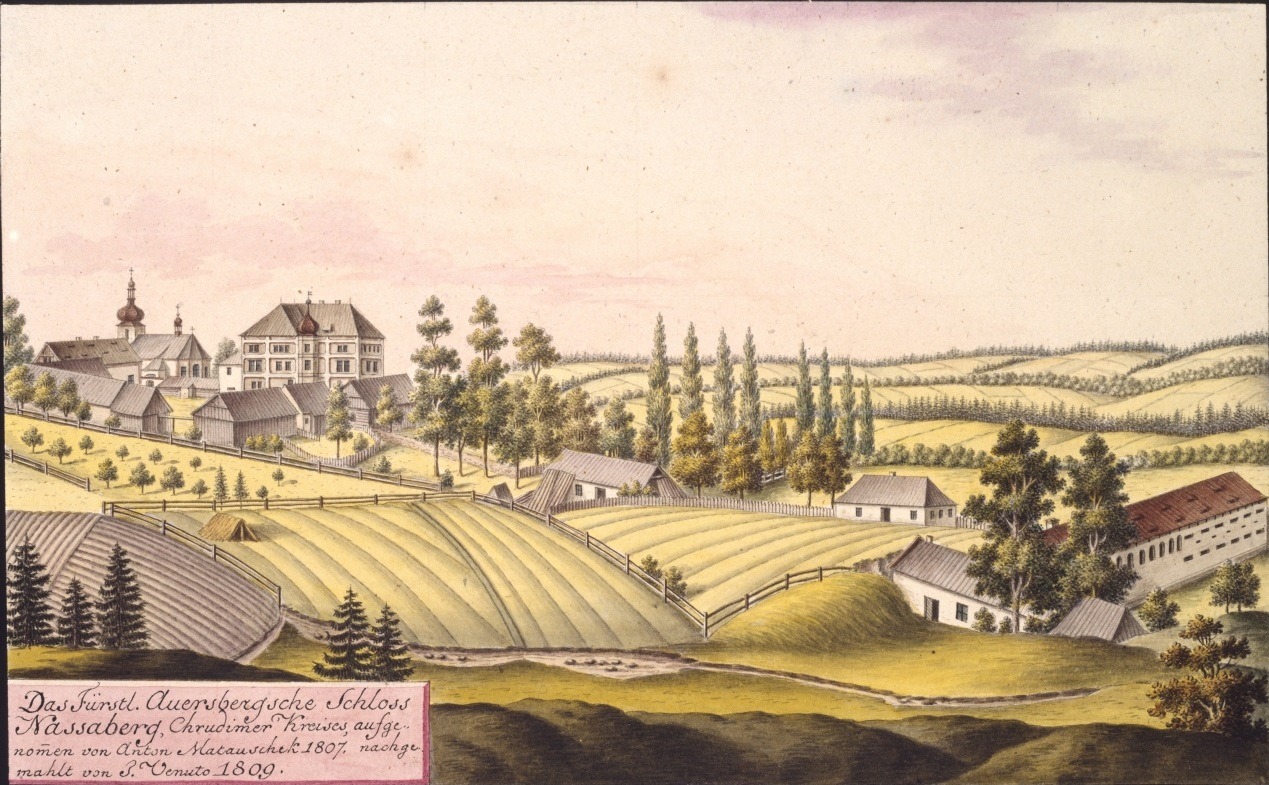
Pohled na zámek s kostelem od jihu (1807)
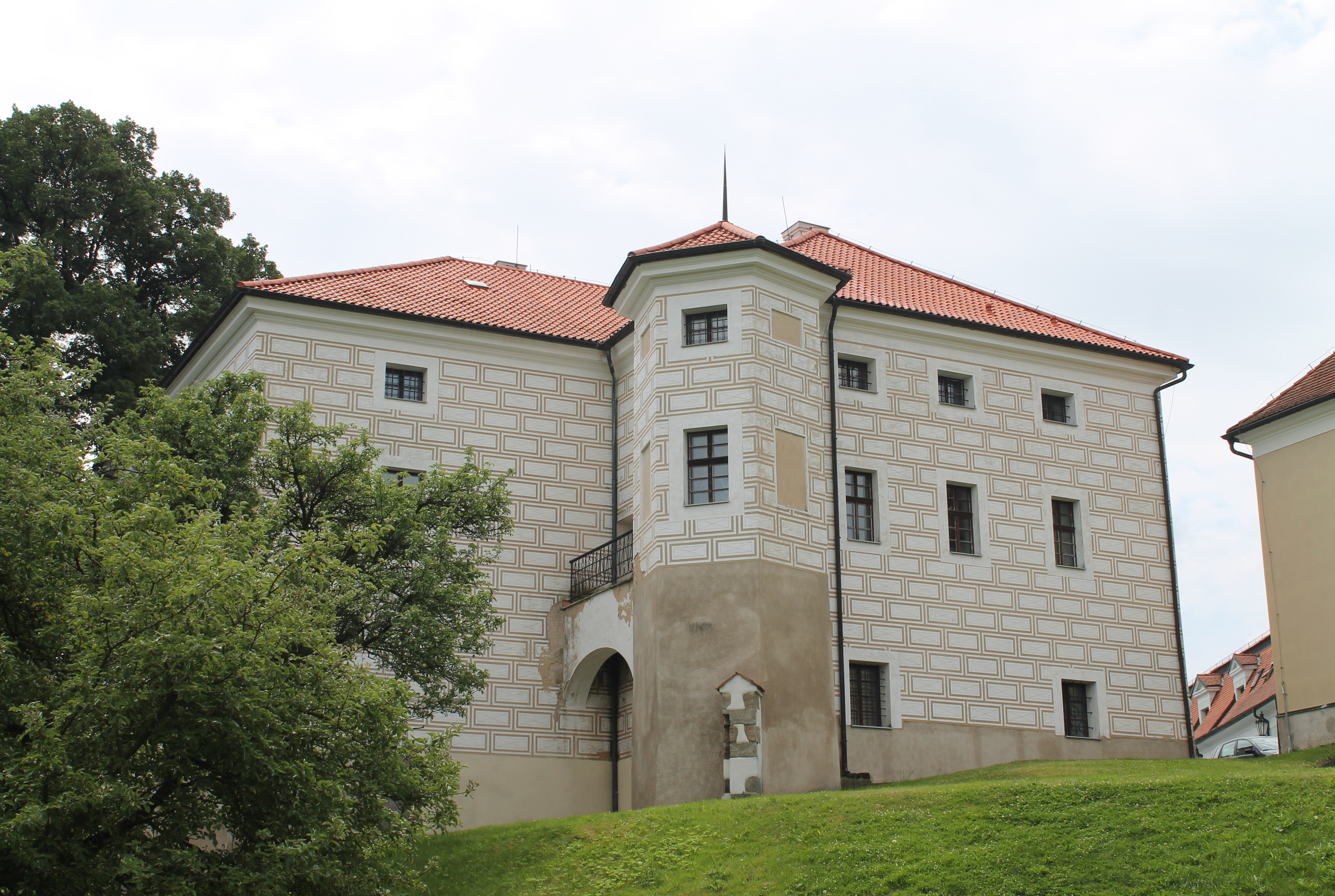
Severní strana
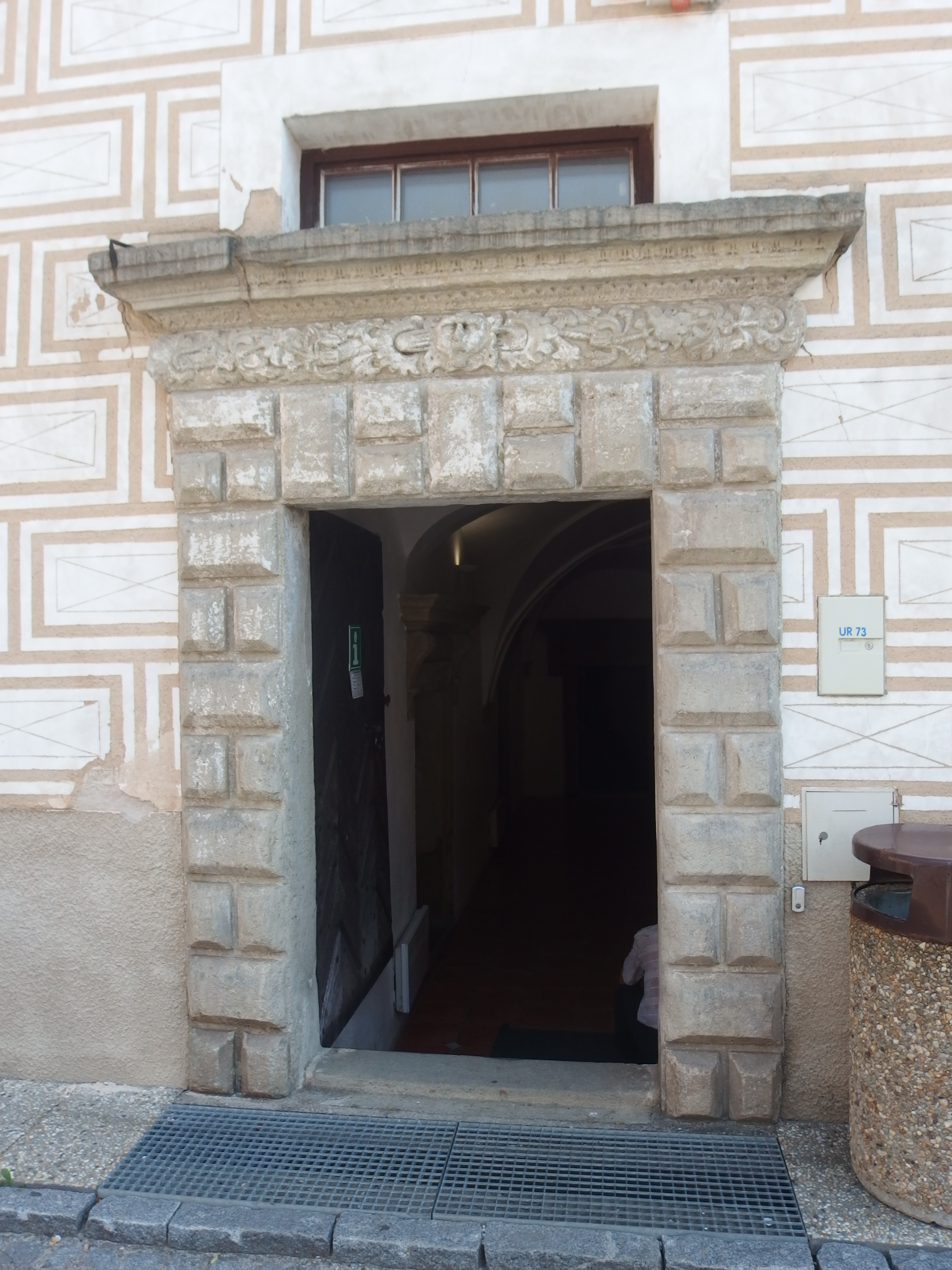
Vstupní portál
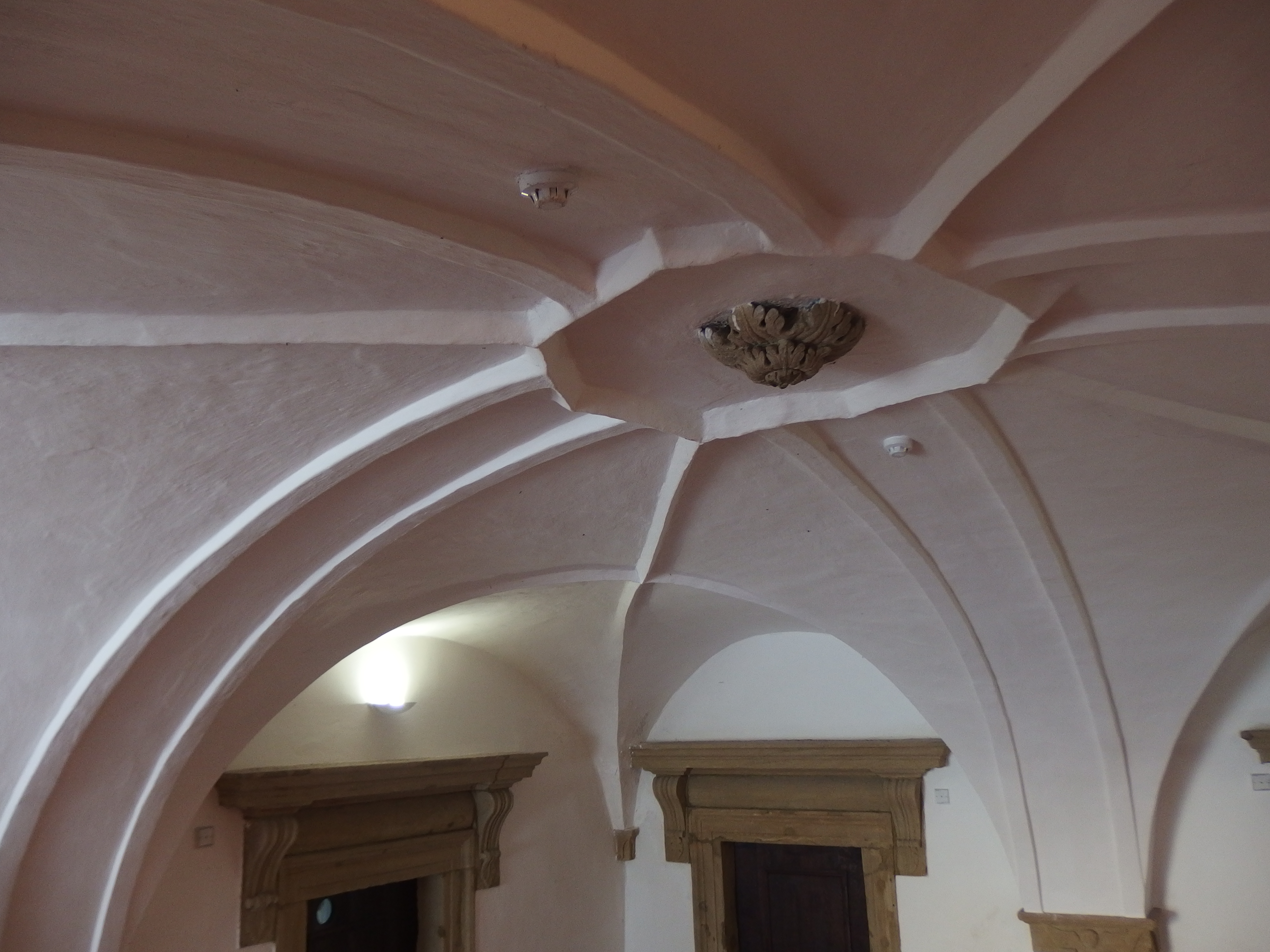
Klenba v přízemí